# Jorrit Ritzen
Jorrit Ritzen (Zwolle, 10 april 1985) is een Nederlands voetballer, die als  verdediger speelde bij MVV uit Maastricht. Hij speelde daarvoor bij SV Meerssen.
Ritzen maakte zijn debuut in het betaalde voetbal op 8 augustus 2008 tegen FC Zwolle.

## Carrière
| Seizoen | Club      | Wedstrijden | Doelpunten | Competitie           |
| ------- | --------- | ----------- | ---------- | -------------------- |
| 2008/09 | MVV       | 7           | 0          | Eerste Divisie       |
| 2009/10 | MVV       | 17          | 0          | Eerste Divisie       |
| 2010/11 | EVV       | 3           | 2          | Topklasse zondag(NL) |
| 2011/12 | EVV       | 3           | 2          | Topklasse zondag(NL) |
| 2012/13 | JVC Cuijk | -           | -          | Topklasse zondag(NL) |
| Totaal  |           | 30          | 4          |                      |